# Levák Bob
Robert Onderdonk Terwilliger, lépe známý pod uměleckým jménem Levák Bob (anglicky Sideshow Bob) je periodicky se objevující postava z amerického animovaného seriálu Simpsonovi. V originále je tato postava namlouvána hercem Kelseyem Grammerem (v češtině je dabován Jaromírem Medunou) a poprvé se objevila v epizodě Mluvící hlava. Bob je samozvaný génius, který absolvoval Yaleovu univerzitu, je členem Republikánské strany a je šampionem vyšší kultury. Svoji kariéru začal jako pomocník v televizním pořadu Šáši Krustyho, ale z důvodu neustálého zneužívání zinscenoval ozbrojené přepadení v díle Je Šáša vinen?. Plán byl překažen Bartem Simpsonem a Levák Bob byl zatčen a uvězněn. Další účinkování v seriálu nastalo ve třetí sezóně seriálu (díl Černý vdovec), kde se poprvé pokusil zabít Barta Simpsona, od té doby se jej s každým dalším účinkováním pokouší zabít. Bob přijal roli v seriálu jako šílený génius, epizody, kde hraje hlavní roli typicky začínají Bobovým útěkem z vězení a vymýšlením či uskutečňováním plánu, obvykle je tento plán překažen Bartem nebo Lízou Simpsonovými. Jeho plány se obvykle týkají vraždy či zničení, často jsou cíleny na Barta nebo méně často na Krustyho.
Levák Bob sdílí některé personální rysy z Grammerovy postavy Frasiera Crane ze sitcomu Cheers a Frasier a mohou být popsány jako Frasier je naložený v arsenu Některé paralely tohoto jsou vykreslovány v Simpsonových mezi Bobem a Frasierem Cranem – Bobův bratr Cecil a jeho otec (herci David Hyde Pierce a John Mahoney) odpovídají těmto rolím i v seriálu Frasier. Grammer, který dabuje Boba hlasem založeným na hlase Ellise Rabba, byl mnohokrát pozitivně hodnocen za tento dabing. V roce 2006 vyhrál Emmy za Dabing za epizodu Taliján Bob.
Do roku 2010 se objevil ve dvanácti epizodách, naposledy v 21. sérii v epizodě v angličtině nazvané The Bob Next Door. Objevil se i v komiksech o Simpsonových, v počítačové hře The Simpsons Game nebo tato postava je zařazena jako hlavní protivník v tematických parcích The Simpsons Ride. Levák Bob působí i jako zpěvák, některé písně nazpívané Kelseyem Grammerem byly vydány na soundtracku k seriálu.

## Účinkování
Postava Leváka Boba se poprvé objevila jako nemluvící asistent a pomocník v Show Šáši Krustyho.
V epizodě Bratr z jiného seriálu (osmá série, 1997) se dozvídáme, že Levák Bob získal místo v Krustyho pořadu až poté, co Bobův mladší bratr Cecil selhal při představení a Krusty usoudil, že Levák Bob provedl skvělý komický kousek. Poté, co byl mnohokrát uražen Šášou Krustym a byl téměř neustále pod palbou koláčů dostal Bob vztek na Krustyho a na jeho úspěchy na umělecké dráze. V díle Je Šáša vinen? (1. série, 1990) nechal Bob (v českém dabingu této epizody pojmenovaný Bob Šouflik) falešně obvinit Šášu Krustyho z ozbrojeného přepadení Kwik-E-Martu. Po Krustyho zatčení přebral Levák Bob kontrolu nad televizní show a pokusil se pro děti zavést prvky vyšší kultury. Nicméně toto účinkování nemělo dlouhého trvání, Bart Simpson odhalil Bobův plán, Krusty byl osvobozen a Levák Bob byl zatčen a uvězněn.
V epizodě Černý vdovec (třetí série, 1992) se Bob poprvé objevil po zatčení kvůli konspiracím vůči Krustymu, byl propuštěn z věznice a oženil se s Bartovou tetou Selmou. V rámci plánu pro zdědění peněz, které Selma investovala na burze, Bob se pokusil zabít Selmu již během líbánek. Bart znovu odhalil Bobovy plány a ten byl opět zatčen a uvězněn. Po podmínečném propuštění z vězení v epizodě Mys hrůzy (pátá série, 1993) byl cílem útoku přímo Bart, opakovaně mu vyhrožoval a donutil tak rodinu Simpsonových ke stěhování v rámci programu stěhování svědků k Terror Lake (k Mysu Hrůzy). Bob pronásledoval hausbót rodiny Simpsonových, po tom, co si podrobil rodinu se připravoval k zabití Barta. Povolil Bartovi poslední přání, Bart chtěl poslechnout zpěv písně Admirál jeho Veličenstva. Tato taktika zdržování vedla k opětovnému zatknutí Leváka Boba.
Bob byl znovu propuštěn z vězení v epizodě s názvem Návrat Leváka Boba (šestá série, 1994) a ucházel se o místo starosty Springfieldu za Republikánskou stranu. Nakonec drtivě porazil liberála Joea Quimbyho, ale Bart a Líza objevili, že Bob zfalšoval volby – toto vedlo k opětovnému uvěznění Leváka Boba. Bob ovšem z vězení utekl, poprvé v epizodě Poslední šance Leváka Boba (sedmá série, 1995), vyhrožuje zničením Springfieldu pomocí atomové bomby, dokud nebudou zrušeny všechny vysílané televizní pořady. Tento plán byl opět zmařen Bartem a Lízou a Levák Bob se vrací zpět do vězení. V následující sérii Bob ve vězení získal výhodu přes křesťanský program a zdálo se, že byl opravdu napraven. V epizodě Bratr z jiného seriálu reverend Lovejoy veřejně prohlásil, že Levák Bob je jiný muž a doporučil jej pro získání zaměstnání. Bob je propuštěn z vězení a dán do péče svého bratra Cecila, který je ředitelem hydrologické a hydrodynamické inženýrské sekce ve Springfieldu. Nicméně Cecil naplánoval falešné obvinění svého bratra, který mu vzal místo v Krustyho show. Chtěl jej obvinit ze zničení Springfieldské přehrady. Bob, Bart a Líza společně zastaví Cecila a zachrání město, oba bratři byli opět uvězněni.

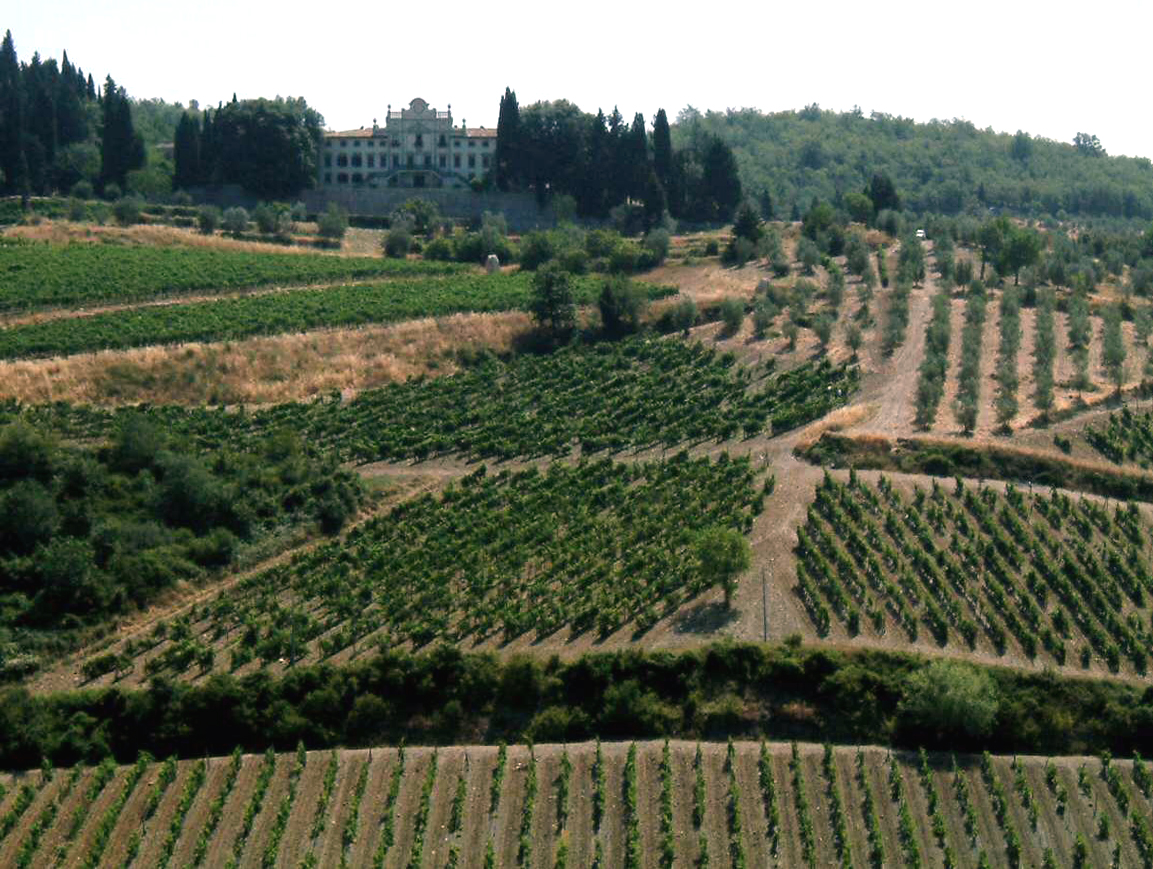
V sedmnácté sérii se Levák Bob stal starostou malého města v italském Toskánsku

V epizodě Den spratka (dvanáctá série, 2001) Bob zjistil, že Krusty smazal veškeré záznamy jejich prvních vystoupení. Bob je propuštěn z vězení a plánuje Krustyho smrt s pomocí Barta jako sebevražedného atentátníka. Po tajném vyslechnutí Krustyho projevu, kde se zmínil, že mu Levák Bob velmi chybí a že ho velmi postrádá se Bob rozhodl, že neuskuteční svůj plán. I přes to se vrátí do vězení za pokus o vraždu. V epizodě Kdo chce zabít Homera? (čtrnáctá série, 2002) springfieldská policie požádala Leváka Boba o pomoc při hledání člověka, který se pokusil zavraždit Homera Simpsona. Levák Bob byl dočasně propuštěn z vězení a po vyřešení záhady a nalezení viníka se pokusil zabít Barta Simpsona. Zjistil však, že je navyklý na Bartovu tvář a nemůže to udělat. Bob se nevrátil zpět do vězení a opět se objevil v epizodě Taliján Bob (sedmnáctá série, 2005), kde se objevil v Itálii, kam se přestěhoval, aby mohl začít nový život. Byl zvolen starostou vesničky v Toskánsku a vzal si místní ženu jménem Francesca, se kterou se mu narodil syn Gino. Rodina Simpsonových jela do Itálie vyzvednout automobil pro pana Burnse. Bob rodinu Simpsonových s potěšením přijal a sdělil, že se nechce zmiňovat do své zločinné minulosti, nicméně opilá Líza vtipem prozradila kriminální minulost starosty Leváka Boba. On, jeho žena a jeho syn přísahali vendettu vůči Simpsonovým. Celá rodina Terwilligerů se vrátila v epizodě Pohřeb nepřítele (devatenáctá série, 2007), v této epizodě se poprvé objevili rodiče Leváka Boba, otec Robert a matka Dame Judith Onderdonk. Bob zfalšoval svoji smrt a později zavřel Barta do rakve a pokusil se jej upálit v kremační peci, tomuto přihlížela celá rodina Leváka Boba. Celý plán byl překažen a opět byli zatčeni a uvězněni. Bob se krátce objevil i v epizodě Nešťastná svatba (dvacátá série, 2008). Znovu se objevil v epizodě The Bob Next Door (dvacátá první série), v této epizodě si Levák Bob vyměnil obličej se svým spoluvězněm Waltem Warrenem, Bob se vrátil do Springfieldu a přestěhoval se do domu v sousedství rodiny Simpsonových, použil k tomu Waltovu identitu. Pokusil se opět zabít Barta, ale plán byl opět překažen.

### Seznam epizod
- Mluvící hlava – 01 × 08 (v této epizodě se objevil jenom pár sekund jako rozzuřený dav)
- Je Šáša vinen? – 01 × 12
- Černý vdovec – 03 × 21
- Mys hrůzy – 05 × 02
- Návrat Leváka Boba – 06 × 05
- Poslední šance Leváka Boba – 07 × 09
- Bratr z jiného seriálu – 08 × 16
- Den spratka – 12 × 13
- Kdo chce zabít Homera? – 14 × 06
- Taliján Bob – 17 × 08
- Pohřeb nepřítele – 19 × 08
- Nešťastná svatba – 20 × 15
- Levák od vedle – 21 × 22
- Řeka Slz – 24 × 01 (chtěl opět zabít Barta ale smete ho vlak)
- Muž, který modifikoval příliš mnoho – 25 × 13
- Šáša na odpis – 26 × 01 (objeví se na pohřbu rabína – Krustyho otce, kam mu jde vyjádřit upřímnou soustrast)
- Speciální čarodějnický díl XXVI – 27 × 05
- Noční klub u Vočka – 28 × 21 (objeví se ve Vočkohouse když si povídá s upíří ženou)
- Zmizelý – 29 × 09
- Šťastné a ukradené – 31 × 10

## Zajímavosti
Byl starostou italské vesničky Salsicia v regionu Toskánsko (díl Taliján Bob).
V díle Levák od vedle Bart tvrdí, že jejich soused je Levák Bob. Poznal ho prý podle hlasu a Marge konstatuje, že podobný hlas jako Levák Bob má i Hercule Poirot – tuto narážku vymyslel Zdeněk Štěpán, Jaromír Meduna totiž dabuje Leváka Boba i Hercula Poirota.